# PSR 1257+12 B
PSR 1257+12 B (također imenovan kao  Poltergeist) je egzoplanet u orbiti pulsara PSR 1257+12 zviježđu Djevica, čija je udaljenost procijenjena na 980 svjetlosnih godina. Jedan je od 3 planeta koji orbitiraju oko te zvijezde.